# Achyranthes carsonii
Achyranthes carsonii är en amarantväxtart som beskrevs av John Gilbert Baker. Achyranthes carsonii ingår i släktet Achyranthes och familjen amarantväxter. Inga underarter finns listade i Catalogue of Life.